# Imre Keszi
Ne doit pas être confondu avec Imre Kertész.
Dans le nom hongrois Keszi Imre, le nom de famille précède le prénom, mais cet article utilise l’ordre habituel en français Imre Keszi, où le prénom précède le nom.
Imre Keszi, né Imre Kramer, est un écrivain, traducteur et critique littéraire et musical né à Budapest, en Hongrie, le 16 juin 1910 et mort le 26 novembre 1974 dans la même ville. Sa femme, Anna Hajnal, est poétesse, récipiendaire du prix Attila József.

## Œuvre
Keszi est inspiré dans son œuvre littéraire par le judaïsme et par son expérience de la Seconde Guerre mondiale. Il a notamment écrit deux livres sur la Shoah, Elysium (en 1958) et Szőlőből bor (« Le vin du raisin » en 1961).
Elysium est raconté depuis le point de vue d'un enfant de 10 ans, Gyuri, arrêté et envoyé dans le camp d'extermination d'Auschwitz pour y être assassiné avec, en parallèle, les efforts de ses parents pour le retrouver dans un Budapest ravagé par la guerre,. Ce roman donne lieu à un film homonyme, sorti en 1986.